# Ilia Kostunov
Ilia Kostunov (în rusă Илья Костунов; n. 3 noiembrie 1980, Grigoriopol, RSS Moldovenească, URSS) este o personalitate publică și politician rus, deputat al Dumei de Stat al celei de-a VI-a convocări din partea Rusiei Unite. A fost membru al Comitetului Dumei de Stat pentru Securitate și Anticorupție (2011–2016), în același timp, reprezentant permanent al Federației Ruse la Adunarea parlamentară a OSCE (2011–2016), membru al grupului de lucru al prezidiului Consiliului din cadrul Președinției Federației Ruse pentru combaterea corupției și interacțiunea cu structurile societății civile, comisar al mișcării de tineret „Nași” („Ai noștri”) și șef al Forului educațional pentru tinerii din Rusia (2008–2010).
S-a născut în orașul Grigoriopol din RSS Moldovenească (actualmente în Transnistria, Republica Moldova). 